# Юрлинская волость
Юрлинская волость — одна из волостей Чердынского уезда, Пермской губернии.

## Сведения за 1889 год
Число хозяйств, имеющих земельные наделы – 680. Число безземельных хозяйств – 84. Число хозяйств, не имеющих лошадей – 82.
Число хозяйств, имеющих:
1 лошадь – 273
2 лошади – 240
3 лошади – 97
4 лошади – 40
5 лошадей – 20
6 лошадей – 12
Число хозяйств, не имеющих скота – 102.
Число хозяйств, имеющих крупный рогатый скот:
1 голову – 277
2 головы – 177
3 головы – 103
4 головы – 105
Общее число домохозяйств – 680. Число недоимщиков – 428.
《В 1889 г. в Гайнской волости 48 кулацких домохозяйств продовали хлеб на 4900 руб. В Юрлинской волости 285 домохозяйств продовали хлеба на сумму 17566 руб., в Косинской волости – 105 хозяйств продовали хлеба на сумму 2771 руб. В Косинской волости продажей хлеба занимается почти 1/8 часть всех домохозяйств, в Гайнской волости 1/14 часть всех домохозяйств, по Юрлинской волости около 1/3 всех домохозяйств. Нужно отметить, что Юрлинская волость, по сравнению с остальными двумя волостями, являлась наиболее зажиточной》.

## Сельские общества
Юрлинская волость состояла из  сельских обществ: Юрлинского, Лопвинского, Титовского, Зюздинского, Парминского, Половинского и Бахматовского. В каждое сельское общество входил один и более населенный пункт. В 1889 году в Юрлинской волости было 52 деревни.